# Lee Hasdell
 (février 2022).
La mise en forme du texte ne suit pas les recommandations de Wikipédia : il faut le « wikifier ».
Les points d'amélioration suivants sont les cas les plus fréquents. Le détail des points à revoir est peut-être précisé sur la page de discussion.
- Les titres sont pré-formatés par le logiciel. Ils ne sont ni en capitales, ni en gras.
- Le texte ne doit pas être écrit en capitales (les noms de famille non plus), ni en gras, ni en italique, ni en « petit »…
- Le gras n'est utilisé que pour surligner le titre de l'article dans l'introduction, une seule fois.
- L'italique est rarement utilisé : mots en langue étrangère, titres d'œuvres, noms de bateaux, etc.
- Les citations ne sont pas en italique mais en corps de texte normal. Elles sont entourées par des guillemets français : « et ».
- Les listes à puces sont à éviter, des paragraphes rédigés étant largement préférés. Les tableaux sont à réserver à la présentation de données structurées (résultats, etc.).
- Les appels de note de bas de page (petits chiffres en exposant, introduits par l'outil «  Source ») sont à placer entre la fin de phrase et le point final[comme ça].
- Les liens internes (vers d'autres articles de Wikipédia) sont à choisir avec parcimonie. Créez des liens vers des articles approfondissant le sujet. Les termes génériques sans rapport avec le sujet sont à éviter, ainsi que les répétitions de liens vers un même terme.
- Les liens externes sont à placer uniquement dans une section « Liens externes », à la fin de l'article. Ces liens sont à choisir avec parcimonie suivant les règles définies. Si un lien sert de source à l'article, son insertion dans le texte est à faire par les notes de bas de page.
- La présentation des références doit suivre les conventions bibliographiques. Il est recommandé d'utiliser les modèles {{Ouvrage}}, {{Chapitre}}, {{Article}}, {{Lien web}} et/ou {{Bibliographie}}. Le mode d'édition visuel peut mettre en forme automatiquement les références.
- Insérer une infobox (cadre d'informations à droite) n'est pas obligatoire pour parachever la mise en page.

Pour une aide détaillée, merci de consulter Aide:Wikification.
Si vous pensez que ces points ont été résolus, vous pouvez retirer ce bandeau et améliorer la mise en forme d'un autre article.
Lee Hasdell (né le 13 décembre 1966) est un artiste martial britannique, organisateur et ancien professionnel du kickboxing et des arts martiaux mixtes (MMA),. Hasdell fait figure de pionnier des arts martiaux mixtes au Royaume-Uni, en particulier dans les années 1990, en apportant un certain nombre d'innovations dans le domaine. Hasdell s'est occupé de promouvoir les premiers événements professionnels MMA au Royaume-Uni et a permis le développement de nombreuses normes au sein de la scène britannique MMA actuelle,,.
Combattant muay-thaï professionnel, Hasdell entame  sa carrière en 1989, alors qu'il devient triple champion de kickboxing et de boxe thaï. En 1995, il fait partie des premiers Britanniques à combattre en compétition K-1 et embraie rapidement avec les arts martiaux mixtes (MMA) en qualité de shootfighter. En 1996, il remporte la première édition d'Oktagon, tournoi de shoot-boxing à huit combattants et qui se tient à Milan, dans le nord de l'Italie. En 1997, il fait son entrée dans la lutte japonaise avec le réseau RINGS au pays du soleil levant où il mènera la majeure partie de ses combats jusqu'en 2001. L'année 2007 marquera son dernier combat en MMA, lors d'une démonstration promotionnelle pour le Cage Rage au Royaume-Uni. Hasdell a connu une carrière professionnelle et de compétitions qui s'est étalée sur plus de vingt ans, comptant près d'une centaine de combats de kickboxing, de MMA et de lutte au sol (submission grappling).

## Biographie

### Parcours dans les arts martiaux
Lee Hasdell commence les arts martiaux en 1979, à l'âge de 12 ans, apprenant le taekwondo auprès de Morris Young, alors champion d'Europe dans la catégorie poids lourds de taekwondo en full-contact. Lee reprend ensuite la boxe et puis le karaté dont il jugeait l'aspect « mixte » plus approprié à son style de combat. Victorieux d'un certain nombre de tournois locaux, il décide d'étudier le karaté full-contact. En 1985, à l'âge de 18 ans, il a commencé la musculation et le kickboxing. En 1987, il quitte Northampton pour emménager à Milton Keynes  où il entreprend la boxe thaï. Hasdell reçoit les enseignements de Bryan Walker, un des instructeurs de première génération de Maître Toddy, et poursuivra ses entraînements auprès de celui-ci jusqu'en 1992.

### Kickboxing (1989-1995)
Hasdell entame sa carrière de kickboxeur professionnel en janvier 1989, à l'âge de 22 ans en tant que boxeur thaï super-welters . En 1991, Lee part s'entraîner au Gym International et au Chakuriki Gym à Amsterdam, aux Pays-Bas. C'est là que Lee s'initie  aux méthodes japonaises de kickboxing et de kyokushin. Le 9 mars 1991, Hasdell remporte le WKA, titre britannique de kickboxing des super-moyens. Le mois suivant, il passe en catégorie poids légers et remporte le BIKMA en boxe thaï. Il ajoute le BIKMA en free-style poids lourds-légers en 1992. Hasdell parvient à rester champion du Royaume-Uni  invaincu deux années durant .
Hasdell se lance à la conquête du titre européen  le 28 mai 1993, à Katowice (Pologne). Il y combat Paval Rumas pour le titre européen ISKA full-contact en catégorie poids lourds légers et perd sur décision partagée après 10 rounds. Hasdell passe ensuite en poids lourds-super légers et vise les titres WKA Commonwealth et muay-thai européens. Il perd le premier combat pour le titre contre Duncan Airlie James en raison d'une coupure en octobre 1993. Ce combat n'était qu'à une semaine de la coupure reçue lors d'un match de boxe thaï à Arnhem (Pays-Bas), contre Perry Telgt. Toujours classé n°1 au Royaume-Uni, Hasdell se bat pour le titre européen le 22 janvier 1994, contre Bob Schrijber au stade olympique de Moscou (Russie). Hasdell est stoppé vers la fin du dernier round en raison de leg kicks.
En avril 1994, Hasdell se forme au dojo Seidokaikan, au Japon, siège de l'organisation K-1. Il participe également au Grand Prix K-1 1994 en tant qu'assistant. Le 17 octobre 1994, Hasdell monte en catégorie poids lourds junior à la suite de sa victoire contre le Français Bruno Fariot par K.O. dès le premier round. Plus tard, il retourne s'entraîner à la salle de gym Chakuriki pour ses futurs combats et se retrouve  n°1 dans le classement du Commonwealth. Le 15 avril 1995, Hasdell combat contre l'Américain invaincu Curtis Schuster pour le titre mondial ISKA de muay-thaï, poids super lourds, à Paris. Hasdell perd au premier round par projection du genou,.
Le 3 septembre 1995, il devient l'un des premiers combattants britanniques à participer au K-1 face au Sud-africain Duane Van Der Merwe lors du K-1 Vengeance II à Yokohama (Japon). Hasdell, nettement plus petit que son adversaire, perd au premier round par clinch des genoux.

### Transition vers le MMA (1995-1997)
Lee Hasdell connaît une première exposition aux arts martiaux mixtes en 1992, alors enseignant de kickboxing dans un internat japonais. Il y commence une formation croisée avec les instructeurs d'arts martiaux japonais en judo, karate et ju-jitsu. Une autre fois, alors en compétition K-1, Hasdell partage les vestiaires avec les combattants de MMA en compétition cette nuit-là. Des combats de shootfighting et en vale Tudo sont au programme et retiennent toute l'attention de Hasdell. Dès son retour du Japon, le Britannique se met au grappling.
Le 15 octobre 1995, Lee Hasdell organise un événement de kickboxing à Milton Keynes, en Angleterre, avec trois concours de lutte de rue. La principale attraction était un match entre Hasdell et le combattant américain free-style Boston Jones. L'affiche qualifie la rencontre de « premier shootfight notable de Grande-Bretagne ». Hasdell remporte le combat par TKO à la suite d'une blessure du genou au second round.
Le 18 février 1996, Hasdell débute avec RINGS Holland à Kings of Martial Arts contre le boxeur thaï néerlandais et le champion du monde à plusieurs reprises André Mannaart. Bien que la lutte prend fin dans un appel, Hasdell retient l'attention de Akira Maeda, président du réseau  RINGS.
Le 20 avril 1996, Hasdell se lance dans le défi mondial d'Oktagon, un tournoi de shootboxing de 8 combattants se tenant à Milan, en Italie. Le tournoi comprend des combattants des États-Unis, Israël, Espagne, Pays-Bas, Nigeria, France et Italie, tous représentant huit arts martiaux différents. Hasdell représente le Royaume-Uni et l'art de la lutte en free-style. L'événement attire la présence de 14 000 spectateurs. Les règles du tournoi permettent de se battre sur le terrain ; à l'aide de gants de dix onces et trente secondes de lutte au sol. À l'époque, on parle de« lutte libre », nom qui se réfère, à l'origine, aux arts martiaux mixtes. Hasdell rejoint la finale avec deux K.O. d'écart sur le pratiquant de jeet kun do, l'Américain Scott Dobbs et le champion de judo et de karate, l'Italien Paolo Di Clemente. En finale, il bat Andre Mannaart sur décision des juges et devient le nouveau champion du monde d'Oktagon.
Après sa victoire dans l'Oktagon, Hasdell est invité à s'entraîner au dojo de Rings à Yokohama, au Japon, pendant quatre semaines  . À son retour, il  organise des matches officieux sur invitation en prévision des futurs événements qu'il prépare . Il participe à des matches à règles mixtes sur l'ensemble de l'année. En octobre 1996, Hasdell combattra également dans un match « no holds barred » où toutes les prises sont permises.

### Shootfights au Japon, aux Pays-Bas et au Royaume-Uni (1997-1999)
Le 2 février 1997, Hasdell fait sa seconde apparition pour RINGS Hollande ; maintenant avec Akira Maeda à son coin, il a combattu le vétéran des anneaux Hans Nijman dans son pays, à Amsterdam. Ce combat s'achève sur une finale controversée. Dans le deuxième tour, Nijman réussit à étrangler Hasdell en guillotine, Hasdell saisit les cordes pour s'en extraire avec un rope break, situation que l'arbitre n'a pas vue, forçant Hasdell à abandonner en tapotant le ring (tapping out) pour briser la prise.
Le 4 avril 1997, Hasdell débute dans le réseau RINGS à Tokyo, au Japon. Il bat l'Américain Sean McCully par étranglement en guillotine à 3 min 59 s. Hasdell revient à Tokyo deux mois plus tard pour la compétition RINGS des poids lourds légers pour le titre inaugural des catégories et perd contre Masayuki Naruse en quart de finale par soumission,.
Le 5 octobre 1997, Hasdell organise son premier événement officiel d'arts martiaux mixtes ; le premier au Royaume-Uni, appelé Total Combat Night. Il apparaît également dans le programme et bat le champion de karaté néerlandais Peter Dijkman au moyen d'un étranglement arrière, remportant le titre U.T.F de combat poids lourds. Plus tard dans le même mois, Hasdell participe aux tournois RINGS annuels : Mega Battle Tournament, tournoi de 16 combattants qui déterminera le premier champion RINGS toutes catégories. Au 16e tour, il perd contre Joop Kasteel par soumission.
Le 13 décembre 1997, Lee Hasdell fait un bref retour dans le kickboxing en participant au tournoi à 8 à Prague, en République tchèque. Il se retrouve face à Mirko Filipović aux quarts de finale et perd sur TKO (coupure) au 2ème round.
Le 8 mars 1998, lors du deuxième événement d'arts martiaux mixtes de Hasdell, Night of the Samurai, il combat le Néerlandais Sander Thonhauser dans un match de Vale Tudo, gagnant par clef de bras à seulement 55 secondes du premier round pour remporter le titre UTF vacant superfight poids lourds en vale tudo.
Le 29 mai 1998, Hasdell comba Hiromitsu Kanehara à Sapporo, au Japon. Le match dure trente minutes et Kanehara est déclaré vainqueur en raison de plusieurs tentatives de rope breaks forcées. Un peu plus d'une semaine plus tard à Utrecht aux Pays-Bas, il a battu le combattant néerlandais Dave van der Veen par KO au deuxième round, remportant sa première victoire au Rings Holland.
Le 21 septembre 1998, Hasdell retourne au Japon où il bat Kenichi Yamamoto par KO. Le 11 octobre 1998, Hasdell se confronte à nouveau à Hiromitsu Kanehara, cette fois lors du Night of the Samurai II à Milton Keynes, en Angleterre et au bout de 15 minutes, Hasdell perd de nouveau par décision. Plus tard ce mois-là, il affronte Gilbert Yvel à Heerenveen (Pays-Bas) et finit vaincu par KO technique en raison d'une coupure au premier round.
Le 20 novembre 1998, Hasdell aborde ce qui sera une trilogie de matches avec Yasuhito Namekawa. Leur première confrontation a eu lieu à Osaka (Japon) ; au bout de vingt minutes, le combat est déclaré match nul. Leur seconde rencontre a lieu le 23 janvier 1999 au Budokan Hall de Tokyo (Japon). Hasdell reçoit un carton jaune pour un coup illégal et échoue à mettre Namekawa K.O. après une série de coups de genou. Il perd la compétition par décision,. Leur troisième et dernière session se tient à Milton Keynes, en Angleterre, à l'occasion du Night of Samurai III, le 7 mars 1999. Hasdell menait le combat de deux points avant de frapper Namekawa avec un coup du genou à 5 min 55 s.
Il retourne au Japon le 23 avril 1999, battant Ryuki Ueyama en raison d'une disqualification et soumettant Ricardo Fyeet quatre mois plus tard. Le 15 septembre 1999, Hasdell combat Satoshi Honma à Tokyo, au Japon et au bout de vingt minutes, le combat se termine par un match nul. Le mois suivant, Hasdell affronte Dave van der Veen pour la deuxième fois au Total Fight KRG 5 à Milton Keynes (Angleterre). Hasdell a gagné par étranglement à 1 min 47 s du premier round pour conserver son titre UTF shootfight en catégorie poids lourds.

### King of Kings RINGS, blessures et pauses (1999–2002)
Le 28 octobre 1999, Hasdell participe au tournoi RINGS King of Kings 1999 et bat Achmed Labasanov par TKO au deuxième round. Hasdell est éliminé au prochain round par le combattant brésilien Renato Sobral sur décision unanime. Hasdell devient le premier combattant britannique à participer à un important tournoi international d'arts martiaux mixtes. Ce fut le premier événement RINGS pour introduire les règles King of Kings avec des gants, des rounds et des juges vale tudo. Après ce tournoi, Hasdell prend une pause dans sa carrière le temps de guérir un genou blessé.
En 2000, Hasdell reçoit sa ceinture noire de Ju Jutsu et une invitation personnelle du prince d'Abu Dhabi, (Émirats arabes unis), pour participer au championnat du monde de lutte de soumission ADCC le 1er mars 2000. Hasdell participe au +99 kg et se voit éliminé par le Sud-Africain Mark Robinson après avoir tenu la distance tout le match.
Le 16 avril 2000, Hasdell fait un autre retour en kickboxing au K-1 UK Battle of Britain 2000 à Birmingham, (Angleterre). Il s'agit du premier événement K-1 du genre à se tenir au Royaume-Uni. Hasdell bat le champion du monde de kickboxing poids lourd Simon Dore par KO (flying knee) à 0'30'' du round 3.
Hasdell revient aux arts martiaux mixtes lorsqu'il se rend à Moscou (Russie), le 29 avril 2000, pour participer aux championnats IAFC - Absolute Fighting. Au premier round, Hasdell perd contre le champion de l'IAFC et futur vainqueur du tournoi Mikhail Avetisyan par la technique du ground and pound.
Le 20 mai 2000, il combat Mikhail Ilioukhine au RINGS  Russie - Russia vs. the World, perdant sur décision partagée. Deux semaines plus tard, Hasdell affronte Joop Kasteel, cette fois aux Pays-Bas. Hasdell perd le combat en raison d'une luxation de l'épaule au premier round après avoir mis à terre Kasteel par deux fois en début de rencontre.
Il revient six mois plus tard, le 22 décembre 2000, et  affronte le vétéran RINGS Volk Han en huitième de finale du tournoi annuel King of Kings. Hasdell perd par TKO au deuxième round après avoir été blessé à l'œil par l'un des coups de poing.
Le 21 janvier 2001, Hasdell remporte le tournoi européen de jiu-jitsu brésilien Kamon à Londres. Une semaine plus tard, Hasdell affronte Sander Thonhauser aux Pays-Bas. Pendant le combat, Thonhauser projette un coup de genou droit dans le  visage de Hasdell alors que Hasdell est toujours au sol, ce qui est un geste interdit ; à la suite de représailles de Hasdell, le match est déclaré nul au premier round. Hasdell s'apprête à affronter le combattant britannique James Zikic le 11 mars 2001, au Millennium Brawl 2, mais se retire pour cause de blessure à l'œil infligée à l'entraînement.
En août 2001, Hasdell reçoit un prix des mains d'Akira Maeda au Japon pour son travail acharné, son dévouement et sa contribution aux arts martiaux dans le monde.
Hasdell revient à la compétition dans le tournoi Absolute Class aux RINGS World Title Series le 20 octobre 2001. En quart de finale, il bat le judoka bulgare Georgi Tonkov sur genou au premier round. Le 21 décembre 2001, en demi-finale du tournoi, Hasdell perd contre Fedor Emelianenko par étranglement en guillotine au premier round. C'était la première fois, depuis le 25 octobre 1997, que Hasdell soumettait en raison d'une suspension de soumission, un total de plus de quatre ans et 23 combats (y compris le grappling de soumission). À l'âge de 35 ans, Lee Hasdell termine son parcours RINGS de six ans avec l'arrêt de l'organisation de son dernier événement dès 2002.

### L'après-RINGS (2002–2009)
Peu après son dernier combat d'arts martiaux mixtes avec RINGS, Hasdell participe à un match de shootboxing le 2 février 2002, à Tokyo (Japon), contre le Français Cyrille Diabate. Hasdell perd par TKO en raison de l'arrêt de l'arbitre à 2'18'' du round 4 ,.
Lee Hasdell reprend sa carrière dans les arts martiaux mixtes le 24 avril 2004, lors du Pain and Glory, qui se tient au NEC de Birmingham (Angleterre). Combattant dans les 92  kg, soit près de 10 kg de moins que sa catégorie chez RINGS, il bat le Japonais Hiroyuki Ito par KO à 0'32'' du premier round.
À l'âge de 40 ans, après une pause de 3 ans, Hasdell se lance dans le cage rage lors du Cage Rage 22 le 14 juillet 2007, au Wembley Arena de Londres. Il y combat le Brésilien Mario Sperry dans la catégorie poids lourds légers et perd par étranglement arrière au premier round. Le 1er décembre 2007, Hasdell combat l'Italien Ivan Serati lors du Cage Rage 24. Hasdell perd de nouveau par étranglement arrière à 1'34" du deuxième round dans ce qui sera son dernier combat d'arts martiaux mixtes professionnels à ce jour.
Le 23 mai 2009, Lee Hasdell participe aux championnats internationaux toutes catégories de combat au sol et de grappling de l'UMA. Hasdell décroche l'or en Masters toutes catégories.

## Organisation

### Total Fight Forum (RINGS UK)
En 1997, Hasdell forme le Universal Total-Fight Forum (UTF), par la suite connu sous le nom de Total Fight Forum (TFF) en collaboration avec RINGS et qui prendra plus tard la présidence de RINGS UK. Le 5 octobre 1997, Hasdell organise le premier événement professionnel de l'UTF appelé Total Fight Night. L'organisation présente du vale tudo et des matches shootfighting (selon les règles RINGS). L'année suivante, le 8 mars 1998, Hasdell lance la première édition d'une série d'événements appelés Night of the Samurai. Il récidive avec Night of the Samurai II qui a lieu le 11 octobre 1998, puis Night of the Samurai III le 7 mars 1999. Hasdell met en place un autre événement appelé Total Fight KRG 5 le 3 octobre 1999.
À l'époque, il s'agissait de grands spectacles de MMA qui s'enorgueillissaient de vouloir changer à jamais le visage des arts martiaux au Royaume-Uni. Total Fight Forum a présenté des combattants internationaux du Japon, des États-Unis, des Pays-Bas, de France et d'Espagne. Les événements ont lieu au Sanctuary Music Arena et au Planet Ice de Milton Keynes (Angleterre). Hasdell met en avant également de nombreuses règles RINGS amateurs et de compétitions vale tudo entre 1998 et 1999.
En 2000, Lee Hasdell installe la série Ring of Truth. il s'agit de trois événements mettant en valeur des combats en vale tudo et  king of kings RINGS, Cette série comporte également un tournoi Ring of Truth Vale Tudo. Ces événements se tiennent de nouveau au Sanctuary Music Arena de Milton Keynes.
Le 9 juin 2001, Hasdell organise une compétition de base avec des combats de grappling, de boxe thaï et de king of kings RINGS.
Ces événements ont produit et mis en vedette des combattants tels que James Zikic, Bobby Razak, Paul Cahoon, Gary Turner, Ian Freeman, Lee Murray, Mark Weir, Valentijn Overeem, Wataru Sakata, Hiromitsu Kanehara, Yasuhito Namekawa, Jess Liaudin et Danny Batten.

#### Critiques du MMA au Royaume-Uni
Les événements ont fait l'objet de certaines critiques au Royaume-Uni avec des commentateurs à la dent dure préconisant une meilleure régulation des événements, voire leur interdiction pure et simple. Hasdell leur a répondu ainsi :
« In Japan you are seen as an athlete. [...] Here there is this taboo. It's always on the fringe. I admit it's dangerous but that adds to the thrill of taking part and watching. [...] The sport's appeal is the fact that it is the most dangerous martial art in this country which is a pull for audiences, half of which are women. [...] But all the fighters are properly trained, the rule book is 32 pages long, and there is not much contact to the head. Also all fighters must be a black belt in their martial art or a recognized champion". »
Après son déménagement du Sanctuary Music Arena au Planet Ice de Milton Keynes, Hasdell a déclaré ;
« We managed to sell 3,000 tickets. The council were watching and they realized that they can’t stop this. Milton Keynes' council became the experts. They knew about the paramedics, the rules and the legal requirements. When other promoters started springing up around the U.K., all the councils went running to Milton Keynes and basically carbon copied all their documentation", »
Hasdell insiste également sur le fait que ce sport est contrôlé de manière adéquate et qu'il offre un niveau de sécurité incomparable. Les événements de Hasdell sont passés dans de nombreux programmes d'information tels que Nightlife de la London Weekend Television, ou encore Tonight de Trevor McDonald le 22 juillet 1999 et sont également apparus dans l'émission The Big Breakfast de Johnny Vaughan le 15 mars 2000.

### L'organisation Combudo
Lee Hasdell fonde Combudo en 2000 et organise de nombreux événements amateurs dès lors. En 2008, il organise un événement professionnel de Combudo avec des combats sous les règles du K-1, du kickboxing et de la boxe thaï. Le deuxième événement professionnel a lieu en 2009 et présente des matches d'arts martiaux mixtes. Combudo est spécialisé dans les arts martiaux budo hybrides japonais modernes et fusionne éthique et spiritualité du budo traditionnel avec l'autodéfense et les sports de combat  modernes.

### Autres événements notables
Lee Hasdell a organisé plusieurs événements de kickboxing professionnels et amateurs entre 1993 et 1995. Le 15 octobre 1995, Hasdell lance le Gala des Arts de Combat à Milton Keynes. Cet événement compte trois combats de shootfight, sur un programme qui fait la part belle au kickboxing, et jette les bases de son premier événement officiel des arts martiaux mixtes en 1997.
En 2002 et 2003, Hasdell organise la série UZI-Cage Combat Evolution, deux événements d'arts martiaux mixtes organisés dans une cage.
Entre 2009 et 2018, Lee Hasdell agit en qualité de premier directeur national d'ISKA UK pour le MMA .
Le 9 mars 2012, Hasdell pousse un de ses élèves à participer au premier événement officiel du réseau RINGS au Japon ; le premier en dix ans. Son élève défait le combattant K-1 Takayuki Kohiruimaki lors de  RINGS: Reincarnation. L'année suivante, Hasdell emmène une équipe de combattants amateurs pour participer à l'événement RING: Rings/The Outsider tenu le 9 Juin 2013.
En 2013, Hasdell est embauché comme consultant pour l'organisation de « KT-MMA » placé sous l'autorité de l'ISKA.

## Championnats et palmarès
- Association mondiale de kickboxing (WKA)
  - (1991) Champion du Royaume-Uni de kickboxing poids super-moyen (−76 kg)
- Association britannique et internationale de kickboxing et d'arts martiaux (BIKMA)
  - (1991) Champion du Royaume-Uni de boxe thaï en poids lourds-légers  (−79 kg)
  - (1992)  Champion free-style du Royaume-Uni en poids lourds-légers  (−79 kg)
- FENASCO
  - (1996) Champion du monde de shootboxing Oktagon

### Arts martiaux mixtes (MMA)
- Forum Universel de Lutte Totale (U.T.F) / Forum de Lutte Totale (T.F.F)
  - (1997)Champion shootfight superfight poids lourds (90 kg+) [31]
  - (1998) Champion vale tudo superfight poids lourds (95 kg+)

| 33 combats           | 13 victoires | 16 défaites |
| Par KO               | 7            | 4           |
| Par soumission       | 5            | 7           |
| Sur décision         | 0            | 5           |
| Par disqualification | 1            | 0           |
| Égalités             | 3            | 3           |
| Sans décision        | 1            | 1           |

### Grappling de soumission
- (2001) Vainqueur Europe Kamon de jiu-jitsu brésilien toutes catégories   [31]
- (2009) Vainqueur UMA des champtionnats  « No Gi » (Masters hommes toutes catégories) [54]

### Ceintures et distinctions
- Kickboxing (ISKA) – Ceinture noire 7e Dan Kickboxing (WKA) – Ceinture noire
- Karate (BCKA/EKF) – Ceinture noire 7e Dan
- Ju-jitsu (W.C.J.J.O) – Ceinture noire (2000)
- Kudo Daido-Juku (KIF) – Ceinture noire 2e Dan  – Master Azuma (2008)
- Submission Arts Wrestling (SAW/AJJTF) – Ceinture noire – Master Aso (2013)
- Russian Ninja-Kan  – Ceinture noire (2019)
- Combat Magazine Hall of Fame (1998)
- Martial Arts Illustrated Magazine Hall of Fame (2015)